# Платонова Академија
Платонова Академија (грч. Ἀκαδημία) установа је филозофска школа у којој је предавао Платон, сам назив је настао од Платонове филозофске школе „Академије“, која је основана на два километра северозападно од атинског Акропоља, (односно на имању на Кефису), око 387. п. н. е. То место је представљало светилиште грчке богиње мудрости, Атине.Платон је по повратку са Сицилије почео и формално да предаје на Академији. Детаљи из Платоновог живота су изненађујуће ретки, делимично је томе разлог атински обичај да се савременици не именују у књижевним делима. Аристотел је био ученик у Платоновој Академији готово двадесет година.
О Платоновој Академији је веома мало познато.
Сигурно је то да је Платон са Академијом хтео да оснује једно образовање, које је филозофско, али исто тако пажњу посвећује питањима и проблемима који данас спадају у делокруг природних наука и посебно математике.
Оснивање Академије је Платонов одговор на негативно искуство са атинском политиком. Платон није постао политичар, него је изабрао један други пут којим би лакше утицао на друштво, путем одгајања и образовања омладине. Није мали број његових ученика касније постало политички активно.
На простору тог великог парка налазила се једна Гимназија, једна врста ондашње спортске школе у којој су се младићи атинског горњег сталежа састајали, заједно тренирали и организовали разна такмичења. У тој Гимназији су се одржавала предавања и то у три основна смера: Граматика, Спорт и Музика.
Сократ је редовно посећивао Гимназију и није случајно то што у скоро свим Платоновим дијалозима Сократ дискутује са младима и да се баш то одиграва у једној гимназији. Након његовог првог путовања на Сицилију, предавао је прво у гимназији у парку „Академија“ (у то време Сицилија је била Грчка покрајина). Касније Платон купује један комад земље поред Академије, где је саградио скроман стан за становање и неколико просторија за предавање и тако оснива своју сопствену школу, која касније постаје врло позната под именом Платонова Академија.
У ширем смислу можемо разликовати пет академија у Антици:
Старија Академија: Спеусип (Платонов нећак и настављач на челу Академије), Ксенократ, Кратес, Полемон, Хермодор, Филип из Опунта , Крантор. Ова прва академија наставља Платоново учење, уз одређено присуство питагореизма, под Спеусипом Академија се окренула апстрактним математичким студијама и практичном изједначавању филозофије и математике, што је вероватно довело до Аристотеловог одласка из Академије.
Средња Академија: Аркесилај. Ова друга академија блиска је скептичким назорима.
Млада Академија: Карнеад. Трећа академија је, такође, блиска скептицизму.
Четврта Академија: Филон из Ларисе. Четврта и пета академија су углавном еклектичке.
Пета Академија: Антиох из Аскалона.
Упркос политичком слому углед Атине је преживео и она је током готово читавог миленијума била средиште филозофије. Академија, у којој је предавао Платон, преживела је све друге школе и одржала се, „као неко паганско острво”, (како рече Расл), и два века након што је Римско царство прешло у хришћанство. Напослетку, године 529. после Христа, због своје верске нетрпељивости је Јустинијан I затворио Академију и укинуо све нехришћанске школе „а мрачно се доба спустило на Европу”.
Нову Платонову академију основао је Козмо де Медичи 1440. године. Он је то урадио на Плетонов подстицај.
Од осамнаестог века назив Академија има значење највиших научних установа.